# Acordo de União Civil (Chile)
O Acordo de União Civil (AUC) (anteriormente conhecido como Pacto de União Civil e Acordo de Vida Comum) é, de acordo com a lei chilena, um contrato celebrado entre duas pessoas, as quais compartilham uma casa, com a finalidade de regular os efeitos jurídicos derivados de sua vida afetiva em comum, estável e permanente. É regulamentado pela Lei 20.830, que cria o acordo de união civil, promulgado em 13 de abril de 2015 e publicado no Diário Oficial da União em 21 de abril do mesmo ano.
Este acordo, que pode ser celebrado por casais de qualquer orientação sexual, confere aos seus cônjuges o estatuto civil de "parceiro civil" e gera os direitos e obrigações previstos na lei, que regula matérias como o regime patrimonial entre os parceiros civis., a sua situação hereditária e a previdência e proteção previdenciária , entre outros aspectos que antes só eram comprovados ou considerados efeitos próprios do casamento .
O projeto de lei que criou esta cifra foi encaminhado pelo governo do presidente Sebastián Piñera em agosto de 2011, como o "Acordo de Parceiro de Vida". Anteriormente, o então senador Andrés Allamand havia apresentado uma moção para a criação de um "Acordo de Vida Comum". A iniciativa foi aprovada pelo Congresso Nacional em janeiro de 2015, sendo promulgado pela Presidente Michelle Bachelet em 13 de abril de 2015, após o controle preventivo do Tribunal Constitucional e publicado em 21 de abril de 2015.
A lei que cria o acordo de união civil constitui a primeira norma jurídica que concede reconhecimento expresso aos casais do mesmo sexo dentro da legislação chilena, permitindo que aqueles que entram em tal união sejam explicitamente considerados como "famílias". O casamento, por sua vez, continua definido no Código Civil como "a união entre um homem e uma mulher", não se admitindo o casamento entre pessoas do mesmo sexo que tenha sido celebrado em outro país, pois neste caso o reconhecimento passa a ser de acordo de união civil, desde que cumpram as regras estabelecidas na lei e os seus efeitos sejam os mesmos que os deste acordo.
As das uniões civis passaram a ocorrer a partir de 22 de outubro de 2015, com a entrada em vigor da Lei 20.830, seis meses após sua publicação no jornal oficial.